# Braidaföld
Braidaföld (horvátul: Širine) falu Horvátországban, Eszék-Baranya megyében. Közigazgatásilag Baranyaszentistvánhoz tartozik.

## Fekvése
Eszéktől légvonalban 22, közúton 35 km-re északnyugatra, községközpontjától 3 km-re északkeletre, Baranyában, a Drávaszög nyugati részén, Pélmonostor és Baranyaszentistván között fekszik. 

## Története
Csánki Dezső szerint a középkorban egy Malomszeg nevű település állt itt, melyet 1339-ben „Molonzeg” alakban a pécsi káptalan oklevele említ először.  1441-ben, 1471-ben, 1478-ban és 1494-ben „Malomzegh” néven említik. Siklós várának tartozéka volt.  Más forrás szerint a falu nem itt, hanem Ipacsfától nyugatra feküdt és elpusztult. 
A mai település csak a 19. század második felében keletkezett mezőgazdasági majorként. A major nevét a német „Breitenfeld” (azaz széles mező) elnevezésből kapta. A horvát Širine ennek a szláv megfelelője. 1882-ben Malomszék néven is említik.  A harmadik katonai felmérés térképén a település „Braidafeld-puszta” néven található. 1869-ben 121, 1910-ben 190 lakosa volt. Baranya vármegye Baranyavári járásához tartozott. A település az első világháború után az új szerb-horvát-szlovén állam, majd később (1929-ben) Jugoszlávia része lett. 1941 és 1944 között ismét Magyarországhoz tartozott, majd a háború után ismét Jugoszlávia része lett. 1991-ben lakosságának 41%-a horvát, 15%-a jugoszláv, 12%-a magyar, 11%-a szerb, 8%-a német, 7%-a szlovén, 2%-a montenegrói volt. 2011-ben 58 lakosa volt. 

## Népessége
| Lakosság változása | Lakosság változása | Lakosság változása | Lakosság változása | Lakosság változása | Lakosság változása | Lakosság változása | Lakosság változása | Lakosság változása | Lakosság változása | Lakosság változása | Lakosság változása | Lakosság változása | Lakosság változása | Lakosság változása | Lakosság változása |
| ------------------ | ------------------ | ------------------ | ------------------ | ------------------ | ------------------ | ------------------ | ------------------ | ------------------ | ------------------ | ------------------ | ------------------ | ------------------ | ------------------ | ------------------ | ------------------ |
| 1857               | 1869               | 1880               | 1890               | 1900               | 1910               | 1921               | 1931               | 1948               | 1953               | 1961               | 1971               | 1981               | 1991               | 2001               | 2011               |
| 0                  | 121                | 0                  | 0                  | 194                | 190                | 0                  | 0                  | 537                | 322                | 306                | 311                | 219                | 170                | 86                 | 58                 |

(1869-től településrészként, 1991-től önálló településként. 1880-ban, 1890-ben, 1921-ben és 1931-ben lakosságát Bengéhez számították.)

## Gazdaság
A településen hagyományosan a mezőgazdaság és az állattartás képezi a megélhetés alapját. Itt volt egykor a Belje mezőgazdasági üzem központja. Egykor vasútállomása volt a Pélmonostor-Petárda vasútvonalon. Az épület ma is áll, lakás céljára szolgál.

## Oktatás
A településen ma a pélmonostor-cukorgyári általános iskola négyosztályos területi iskolája működik.